# Bawdeswell
Bawdeswell – wieś w Anglii, w hrabstwie Norfolk, w dystrykcie Breckland. Leży 23 km na północny zachód od Norwich i 159 km na północny wschód od Londynu.
W 2001 miejscowość liczyła 766 mieszkańców.